# Seznam kulturních památek v Brandýse nad Labem-Staré Boleslavi
Tento seznam nemovitých kulturních památek ve městě Brandýs nad Labem-Stará Boleslav v okrese Praha-východ vychází z  Ústředního seznamu kulturních památek ČR, který na základě zákona č. 20/1987 Sb., o státní památkové péči, vede Národní památkový ústav jako ústřední organizace státní památkové péče. Údaje jsou průběžně upřesňovány, přesto mohou obsahovat i řadu věcných a formálních chyb a nepřesností či být neaktuální. 
Pokud byly některé části dotčeného území vyčleněny do samostatných seznamů, měly by být odkazy na tyto dílčí seznamy uvedeny v úvodu tohoto seznamu nebo v úvodu příslušné sekce seznamu.
- Seznam kulturních památek v Brandýse nad Labem
- Seznam kulturních památek ve Staré Boleslavi

V místní části Popovice se žádná kulturní památka nenachází.